# Carl zu Dohna-Schlobitten
Carl Wilhelm Reinhold Burggraf und Graf zu Dohna-Schlobitten (* 28. April 1857 in Wiesbaden; † 3. Juni 1942 in Berlin) war ein deutscher Rittergutsbesitzer und Verwaltungsbeamter.

## Leben
Carl zu Dohna-Schlobitten war Sohn des Burggrafen und Grafen Hermann zu Dohna auf Brunau, Kreis Marienburg (Westpreußen), und der Lydia geb. von Auerswald. Nach dem Besuch des Wilhelms-Gymnasiums Berlin und dem Abitur 1878 an der Ritterakademie Brandenburg studierte er an der Universität Genf, der Rheinischen Friedrich-Wilhelms-Universität Bonn und der Friedrich-Wilhelms-Universität Berlin Rechts- und Kameralwissenschaften. 1880 wurde er Mitglied des Corps Borussia Bonn. Nach dem Studium trat er in den preußischen Staatsdienst ein. Von 1900 bis 1905/06 war er Landrat des Kreises Braunsberg.
Zu Dohna-Schlobitten war Herr auf Brunau bei Rosenberg in Westpreußen. Seit 1893 war er mit Else Gräfin von der Schulenburg-Tressow (1867–1938) verheiratet. Aus der Ehe gingen drei Söhne hervor. Hermann wurde der Erbe der Güter Finckenstein, nachfolgend als Erbhof betitelt, und Gut Brunau. Alfred (* 1896; † 1914) starb früh als Fahnenjunker eines Dragoner-Regiments. Heinrich lebte mit Familie um 1941 in Wien und dann in Westfalen. Hermann und Heinrich waren auch Mitglied vom Corps Borussia.

## Auszeichnungen
- Ernennung zum Geheimen Regierungsrat[6]